# ماشا الله‌آباد
ماشا الله آباد، روستایی از توابع بخش مرکزی شهرستان عباس آباد در استان مازندران ایران است.این روستا در ۷ کیلومتری جنوب شهر عباس آباد واقع شده است.

## جمعیت
این روستا در دهستان لنگارود شرقی قرار دارد و براساس سرشماری مرکز آمار ایران در سال ۱۳۹۵، جمعیت آن ۵۳۹ نفر (۱۷۷ خانوار) بوده‌است. مردم ماشا الله آباد از قومیت طبری هستند مردم ماشا الله آباد به زبان طبری (مازندرانی) سخن می‌گویند.